# Primula obconica
Primula obconica là một loài thực vật có hoa trong họ Anh thảo. Loài này được Hance miêu tả khoa học đầu tiên năm 1880.

## Hình ảnh

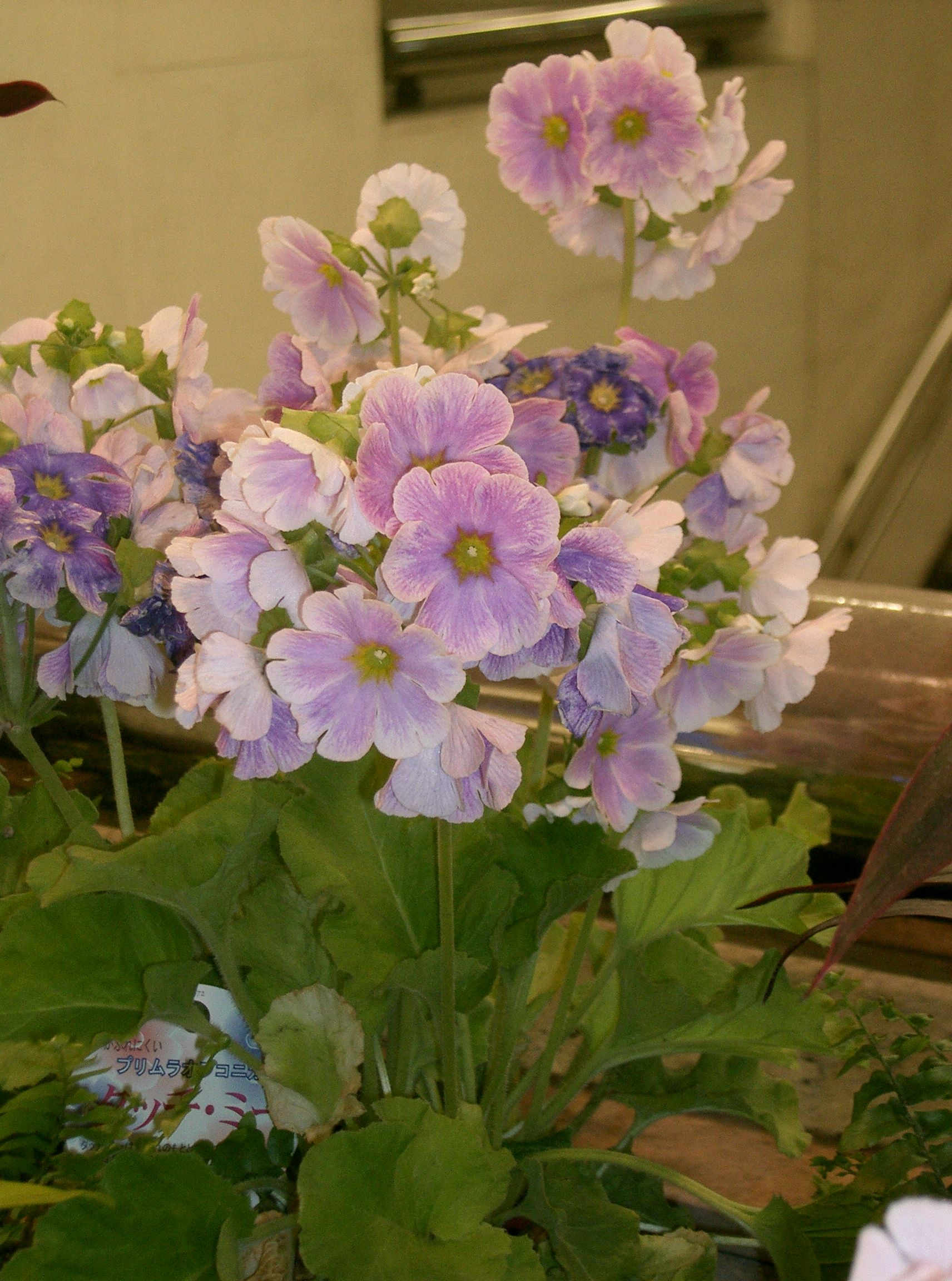
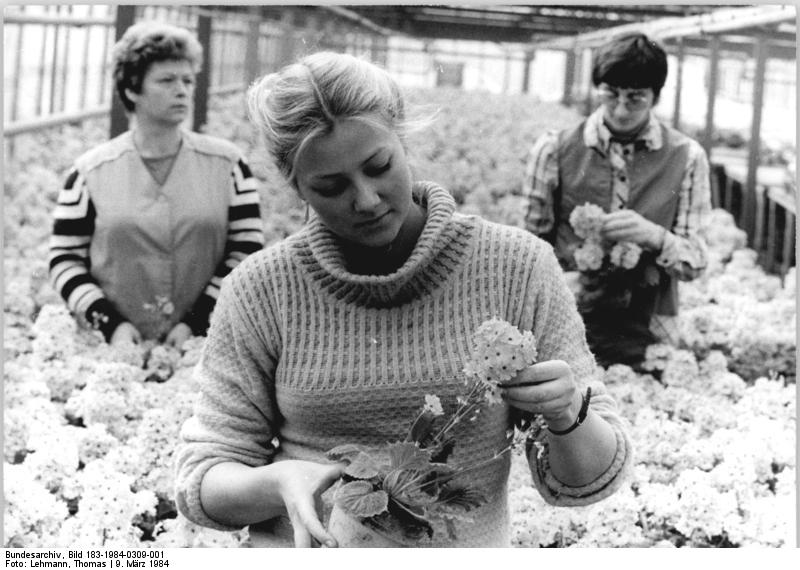
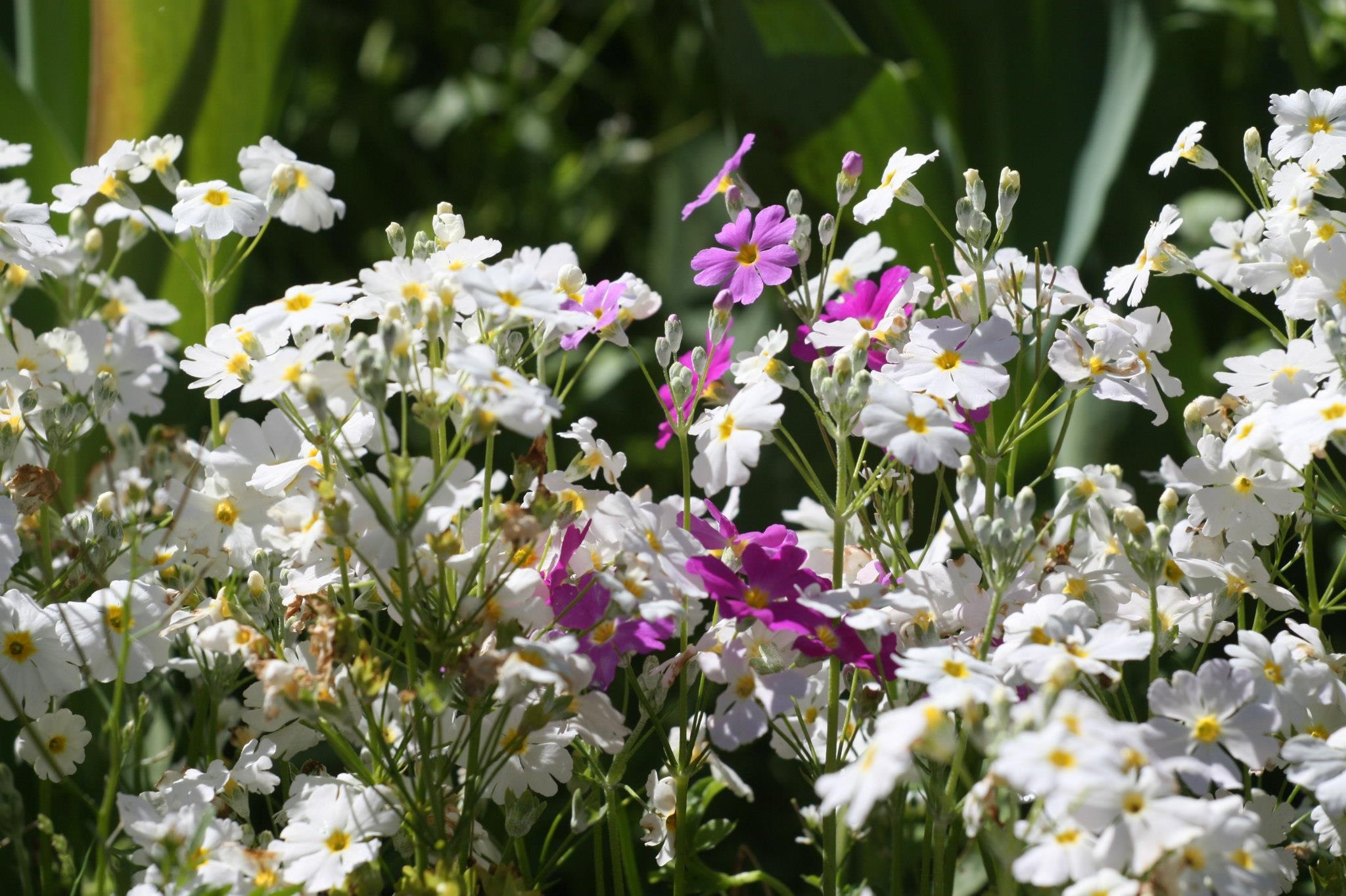
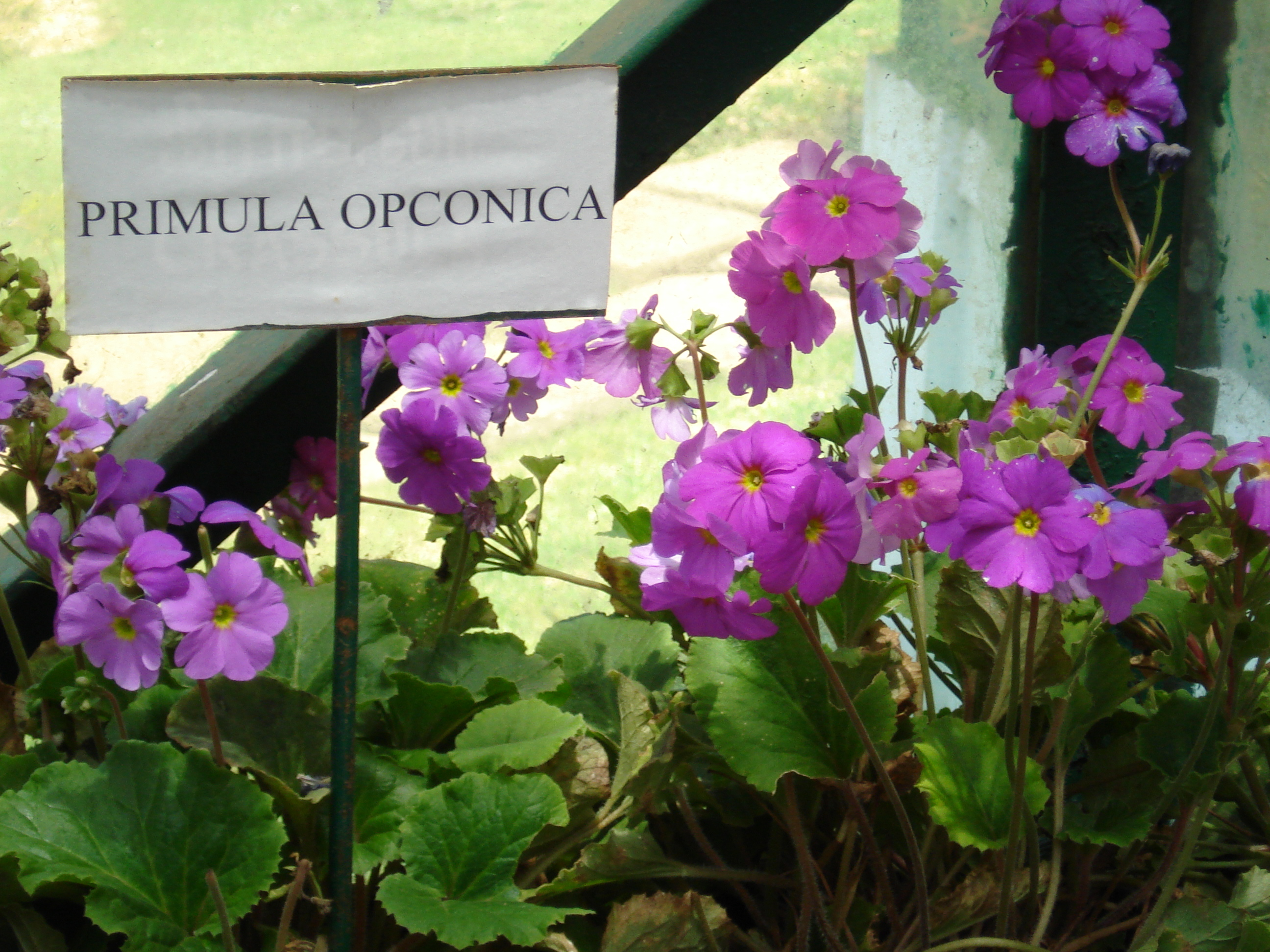